# Oli de l'Empordà

Logotip DOP Oli de l'Empordà

L'oli de l'Empordà és un oli d'oliva verge extra amb Denominació d'Origen Protegida (DOP, que es produeix a les comarques de l'Alt i el Baix Empordà i en alguns municipis del Pla de l'Estany i el Gironès, que conformen conjuntament l'Empordà. Es caracteritza per tenir un aspecte clar, net i transparent. Les principals varietats són l'argudell, la corivell i la verdal (llei de Cadaqués). L'arbequina es va introduir a finals del segle xx. El cultiu de l'olivera i la producció d'oli es remunta a l'arribada dels grecs. La denominació va ser inscrita el 10 març del 2015 al Registre europeu, i l'acte de lliurament oficial del certificat va fer-se al Museu d'Arqueologia d'Empúries.

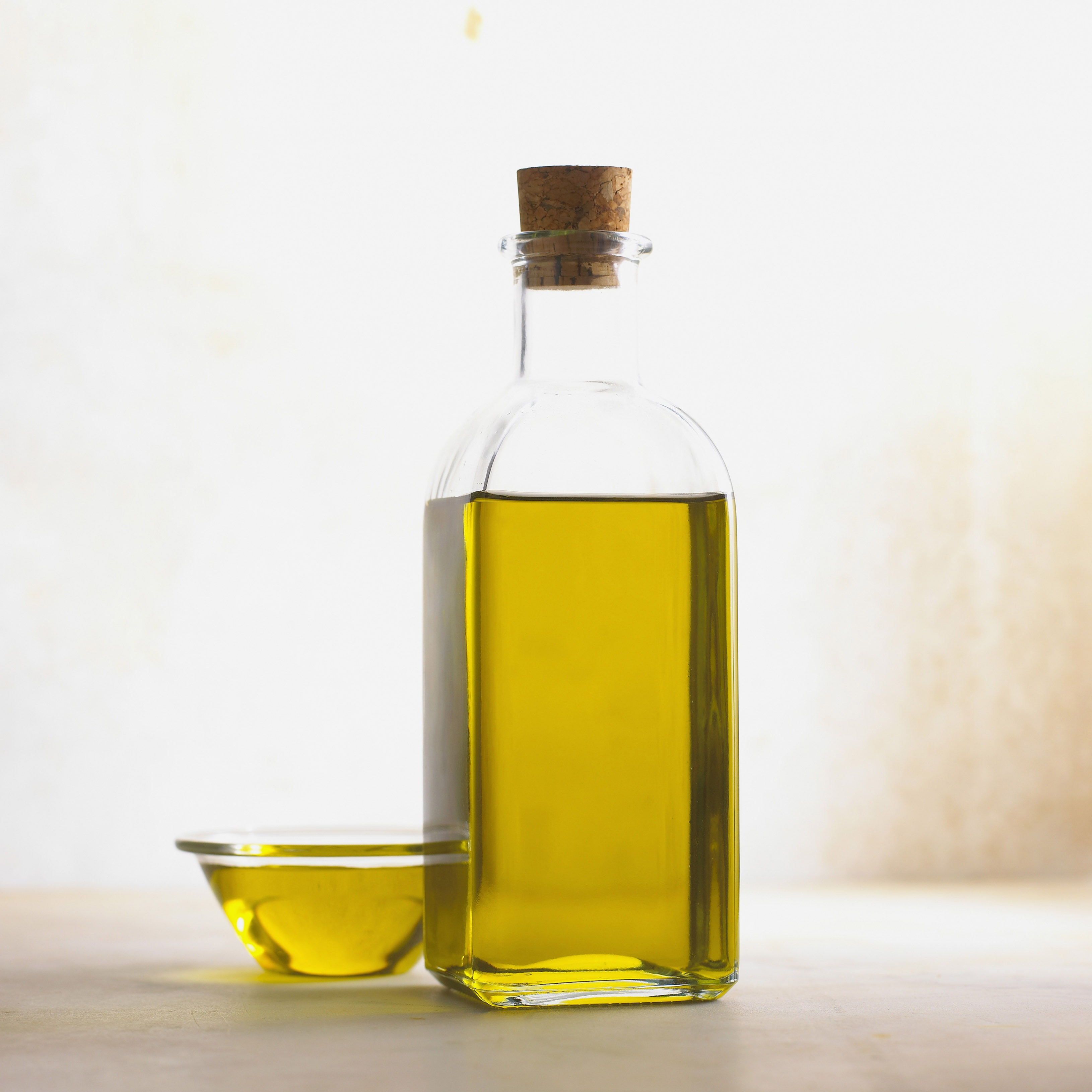
Oli de l'Empordà

Les primeres mostres d'olivera que s'han trobat a l'Empordà daten del final de l'edat del bronze. Però el cultiu de l'olivera i la producció d'oli s'atribueixen als grecs, que van arribar per mar el segle vi aC i van fundar les colònies d'Empúries i Roses, que ben aviat esdevindrien dinàmics enclavaments comercials. Més tard els romans van mantenir els conreus i els monjos benedictins els van consolidar, fins a arribar a la situació actual, amb una extensió de més de dues mil hectàrees d'oliveres i una producció d'olis d'elevada qualitat.

## Producció
La qualitat i singularitat de l'oli de la DOP Oli de l'Empordà venen avalades per les varietats d'oliva específiques de la zona: argudell, corivell i verdal (llei de Cadaqués); i a finals del segle xx es va introduir la varietat arbequina. La superfície de cultiu d'olivar de l'Empordà és de 2.632 ha, de les quals 2.325 estan a l'Alt Empordà i prop del 5% són de producció integrada. És un conreu tradicional -es tracta d'un dels olivars més antics de Catalunya- que configura una part significativa del seu paisatge i que ha format part de la vida dels seus pagesos des de temps immemorial. Aquesta superfície representa el 80% de la superfície total de les comarques gironines. La producció anual mitjana és d'uns 800.000 quilos d'oli i 4,5 milions de quilos d'olives.

## Característiques
L'oli té un aspecte clar, net i transparent. El gust i les sensacions que desprèn canvien segons quin és el fruit que l'ha produït i les variacions meteorològiques de cada temporada. Les varietats argudell i corivell tenen un delicat equilibri entre dolç i amarg, mentre que la varietat verdal (llei de Cadaqués) dona lloc a un oli afruitat, madur i amb un cert grau de picant. Aquestes varietats d'olives, donen lloc a uns olis d'oliva verge extra, límpids, transparents, sense vels ni turbidesa si es comercialitza filtrat. Són olis molt agradables al paladar, molt gustosos i aromàtics: lleugerament astringent amb una amargor i un picant en equilibri amb el fruitat i una complexitat aromàtica notable en la qual s'aprecien aromes que recorden a l'ametlla, el tomàquet, els anisats, el fonoll i la carxofa. Presenten una acidesa màxima de 0,8º i un índex de peròxids màxim de 20.
Els productors i elaboradors d'oli han d'estar inscrits al Consell Regulador de la DOP (CR). La majoria dels quasi 700 productors són explotacions petites d'oliveres d'edat avançada que treuen poc oli al mercat. El 2016 les empreses elaboradores són cinc: Empordàlia, Trull Ylla, Celler d'Espolla, Xavier Maset Isach i Oli de Ventalló.

## Demarcació de la zona
La zona de cultiu es concentra en terrenys de sòls pobres: la serra de l'Albera i la serra de Rodes, al nord; els massissos del Montgrí i de les Gavarres, al sud. Substrats muntanyosos que configuren una geologia característica, amb granits, pissarres i argiles. La privilegiada ubicació geogràfica empordanesa, a cavall entre la mar Mediterrània i els Pirineus, fa que el clima combini hiverns suaus, estius no gaire calorosos i la inevitable tramuntana. Tot plegat ajuda a configurar el marcat caràcter de l'oli de l'Empordà. La zona compren els municipis següents:
Alt EmpordàAgullana, Albanyà, Avinyonet de Puigventós, l'Armentera, Bàscara, Biure, Boadella d'Empordà, Borrassà, Cabanelles, Cabanes, Cadaqués, Campmany, Cantallops, Castelló d'Empúries, Cistella, Colera, Darnius, l'Escala, el Far d'Empordà, Figueres, Espolla, Fortià, Garrigàs, Garriguella, la Jonquera, Lladó, Llançà, Llers, Maçanet de Cabrenys, Masarac, Mollet de Peralada, Navata, Ordis, Palau de Santa Eulàlia, Palau-saverdera, Pau, Pedret i Marzà, Peralada, Pont de Molins, Pontós, el Port de la Selva, Portbou, Rabós, Riumors, Roses, Sant Climent Sescebes, Sant Llorenç de la Muga, Sant Miquel de Fluvià, Sant Mori, Sant Pere Pescador, Santa Llogaia d'Àlguema, Saus, Camallera i Llampaies, la Selva de Mar, Siurana, Terrades, Torroella de Fluvià, la Vajol, Ventalló, Vilabertran, Vilacolum, Viladamat, Vilafant, Vilajuïga, Vilamacolum, Vilamalla, Vilamaniscle, Vilanant, Vila-sacra i Vilaür.
Baix EmpordàAlbons, Begur, Bellcaire d'Empordà, la Bisbal d'Empordà, Calonge, Castell-Platja d'Aro, Colomers, Corçà, Cruïlles, Monells i Sant Sadurní de l'Heura, Foixà, Fontanilles, Forallac, Garrigoles, Gualta, Jafre, Mont-ras, Palafrugell, Palamós, Palau-sator, Pals, Parlavà, la Pera, Regencós, Rupià, Sant Feliu de Guíxols, Santa Cristina d'Aro, Serra de Daró, la Tallada d'Empordà, Torrent, Torroella de Montgrí, Ullà, Ullastret, Ultramort, Vall-llobrega, Verges i Vilopriu.
Pla de l'EstanyCrespià, Esponellà i Vilademuls.
GironèsFlaçà, Llagostera, Madremanya, Sant Jordi Desvalls i Viladasens.